# Markov (Mondkrater)
Markov ist ein Einschlagkrater am nordwestlichen Rand der Mondvorderseite. Er liegt südlich des Kraters Oenopides (Mondkrater) am Nordrand von Sinus Roris und Oceanus Procellarum. 
Die Wälle sind terrassiert und kaum erodiert, das Innere weist einen Zentralberg auf.
| Buchstabe | Position           | Durchmesser | Link |
| --------- | ------------------ | ----------- | ---- |
| E         | 50,66° N, 60,26° W | 12 km       |      |
| F         | 50,09° N, 62° W    | 8 km        |      |
| G         | 49,97° N, 56,24° W | 5 km        |      |
| U         | 51,88° N, 60,12° W | 29 km       |      |

Der Krater wurde 1964 von der IAU nach dem russischen Mathematiker Andrei Andrejewitsch Markow offiziell benannt.
Der Name erschien erstmals im Rectified Lunar Atlas von Whitaker et al. 1963.
Laut IAU gilt der Benennung inzwischen auch dem 1968 verstorbenen russischen Astrophysiker Alexander Wladimirowitsch Markow.